# ディエゴ・T・ベナベンテ
ディエゴ・テノリオ・ベナベンテ（英語: Diego Tenorio Benavente; 1959年4月21日 - ）は、アメリカ合衆国・北マリアナ諸島の政治家。共和党所属。2002年1月14日から2006年1月9日まで、フアン・ババウタ知事の下で第6代北マリアナ諸島副知事を務めた。

## 経歴・人物
ベナベンテは1987年に初めて選挙に出馬し、下院第2選挙区に立候補したが、わずか6票の差で落選した。 その後、1989年の自身2度目となる選挙戦で下院議員に当選し、以後6期連続で当選し続けた。 1994年からは3期連続で下院議長を務めた。
2001年の知事選挙では、フアン・ババウタの副知事候補として当選。 2002年から2006年まで在職した。ババウタとベナベンテは2005年の再選を目指していたが、誓約党候補ベニグノ・フィティアルとティモシー・P・ヴィラゴメスのコンビに敗れた。その後、2007年の下院議員選挙に立候補し当選した。
2008年12月11日、ベナベンテは2009年の知事選に立候補を表明したが、2009年2月には立候補を辞退し、ハインツ・ホフシュナイダーとフアン・ババウタの2人の候補者が共和党の候補者となった。